# Ochthebius remotus
Ochthebius remotus är en skalbaggsart som beskrevs av Edmund Reitter 1885. Ochthebius remotus ingår i släktet Ochthebius och familjen vattenbrynsbaggar. Arten har ej påträffats i Sverige. Inga underarter finns listade i Catalogue of Life.